# Vandetanib
Vandetanib, es vendido bajo la marca Caprelsa, y es un medicamento anticancerígeno que se usa para tratar un tipo de cáncer de tiroides, específicamente el cáncer medular de tiroides .  El medicamento aumenta la cantidad de tiempo antes de que la enfermedad empeore.  Se toma por vía oral. 
Los efectos secundarios de este medicamento incluyen acné, presión arterial alta, dolor de cabeza, niveles bajos de calcio, niveles bajos de azúcar en sangre y diarrea;  otros efectos secundarios incluyen prolongación del intervalo QT, sensibilidad al sol, caída del cabello, hinchazón y depósitos en la córnea .   El uso de este medicamento durante el embarazo o la lactancia puede dañar al bebé.  Funciona como inhibidor de las quinasas, principalmente del receptor 2 del factor de crecimiento endotelial vascular  y del receptor del factor de crecimiento epidérmico . 
Este medicamento fue aprobado para uso médico en los Estados Unidos en el 2011.  En el Reino Unido, le cuesta al NHS  5000 libras esterlinas  por mes a partir de 2020.  En Estados Unidos esta cantidad cuesta unos 16.000 dólares estadounidenses  a 2021;  mientras que en Canadá costaba alrededor de 5900 dólares canadienses  por mes a partir de 2017. 

## Contraindicaciones
La mutación V804M en el protooncogén RET (RET) confiere resistencia a la actividad anti-RET de Vandetanib. 
En personas con insuficiencia hepática moderada y grave, no se ha recomendado ninguna dosis de vandetanib, ya que aún no se ha establecido su seguridad y eficacia. Vandetanib está contraindicado en personas con síndrome congénito de QT largo. 